# Håkan Pieniowski
Håkan Pieniowski, född 2 mars 1948, är en svensk dokumentärfilmare, regissör och fotograf. 
Pieniowski utbildades vid Christer Strömholms fotoskola i Stockholm 1971-74. Han arbetade som fotograf på Stockholm Stadsmuseum 1975-80. Pieniowski är medlem av bildgruppen MIRA och började sin filmkarriär 1985.
Pieniowski har erhållit Stora journalistpriset 2000 och Prix Italia 2000 för filmen Jag älskar Dig Natasha!. Han har också givit ut böckerna Rzeszòw, bland polska bönder, med text av Maciej Zaremba samt Familjen Kania, med text av Karl Olov Larsson.

## Utmärkelser
- Prix Ikaros 1995, nominerad för filmen "Bröllopet"
- Prix Stendhal 1995 för filmen "Bröllopet"
- Prix Egalia 1995, Hedersomnämnande för filmen "Larmrapport Polen"
- Prix Ikaros 1998, nominerad för serien "Svenska ljus"
- Prix Ikaros 2000 för filmen "Jag älskar Dig Natasja!"
- Prix Italia 2000 för filmen "Jag älskar Dig Natajsa!"
- Stora Journalistpriset 2000 för filmen "Jag älskar Dig Natasja!"
- Prix Europa 2000 för filmen "Muharems resa"
- Vinnare Verafestivalen 2001 med filmen "Jag älskar Dig mitt barn!"
- Prix Ikaros 2005 för filmen "Att vandra i glömskan..."
- Prix Egalia 2010 nominerad för filmen "En brusande färd"
- Prix Egalia 2012 nominerad för filmen "Elsie, Nancy & Framgången"
- Dragon Award 2012 Göteborg Filmfestival, nominerad för filmen "Vi Som Älskade"
- Vinnare Vera Filmfestival 2012 med filmen "Vi Som Älskade"
- Vinnare av The Estonian Peoples Award 2012 vid Pärnu Filmfestival med filmen "Vi Som Älskade"
- Tilldelad Psykiatripriset 2012 för filmen "En Plats i Solen"
- Grand Prix för bästa film vid ARTDOCFEST i Moskva 2012 med filmen "Vi Som Älskade"
- Prix Ikaros 2013 för filmen "Vi Som Älskade"
- "Vi Som Älskade" nominerad till Kristallen 2013 för årets bästa dokumentärfilm. Filmen hedrades med en andraplats.
- "Vi Som Älskade" erhöll utmärkelsen "Special Mention" vid Prix Italia 2013 i Turin Italien.

## Utställningar
- 1977 Mexico City, "Arte Sueco contemporaneo".
- 1978 "Tusen och en Bild", Moderna museet.
- 1979 Galleri Mitte Östberlin, "Sex svenska fotografer".
- 1981-82 Vandringsutställning om Solidaritet i Polen.
- 1981 "Rzeszów, bland polska bönder". Visad i Sverige och Finland.
- 1983 Stillbildsfilmen "En envis puls".
- 1985 "Med sikte på verkligheten", Kulturhuset i Stockholm.
- 1986 "Polen Är...", med texter av författaren Folke Isaksson. Visad på flera gallerier och museer i Sverige.
- 2009 "Åter till verkligheten", Moderna museet.
- 2011 "Åter till verkligheten", Arbetets Museum Norrköping.
- 2012 "Åter till verkligheten", Västerbottens Museum Umeå.
- 2014 "Ett sätt att leva" Moderna Museet i Malmö.
- 2014 "Ett sätt att leva" Moderna Museet i Stockholm.
- Pieniowski är representerad i Moderna museets samlingar.

## Stipendier
- KW Gullersstipendiet 1978
- Konstnärsnämndens Arbetsstipendium 1979, 1982, 1984.
- Författarfondens premium 1985
- Tvåårigt arbetsstipendium från Författarfonden 1986
- Stockholms stads kulturstipendium 1987
- Konstnärsnämndens Arbetsstipendium 2020.

## Böcker
- "Rzeszów, bland polska bönder". Text:  Maciej Zaremba. Utgiven på Öppna ögon förlag. Utgiven 1983.
- "Familjen Kania". Text: Karl Olov Larsson. Utgiven på Hammarström & Åberg förlag. Utgiven 1983.
- "Åter till verkligheten" Fotografi ur Moderna Museets samling. 2010.
- "Sjömanskostymen" / Raster Förlag. Text: "Matros utan fartyg" av Håkan Pieniowski. Antologi.